# Utah Jazz
Utah Jazz är en amerikansk basketorganisation, bildad 1974 som New Orleans Jazz, vars lag är baserat i Salt Lake City i Utah och spelar i National Basketball Association (NBA).
Ursprungligen var laget hemmahörande i New Orleans, men efter ekonomiska svårigheter flyttade laget 1979 till Utah. Laget rönte stora framgångar under slutet av 1980-talet och under 1990-talet och tog sig till final i NBA vid två tillfällen, 1997 och 1998. Utah Jazz kunde då stoltsera med spelarna John Stockton och Karl Malone, som ansågs tillhöra ligans bästa vid den tidpunkten.

## Historik
Nystartade New Orleans Jazz gick med i NBA 1974, men rönte varken ekonomiska eller sportsliga framgångar. Trots att laget förstärktes med underhållaren "Pistol Pete" Maravich fortsatte förlusterna i fem säsonger. 1979 flyttade laget till Salt Lake City i Utah. Laget behöll sitt tillnamn som anspelar på den berömmelse New Orleans har fått inom jazzmusiken, även om det inte passade lika bra i för ett lag i Salt Lake City. Även i Utah höll sig laget bland bottenplaceringarna i NBA-serien, ända till säsongen 1983/1984 då Utah Jazz vann mellanvästra divisionen (Midwest Division) och tog sig till slutspelets andra omgång.

### John Stockton och Karl Malone (1984–2003)
Våren 1984 rekryterade Utah Jazz John Stockton från Gonzaga University och följande år bildade denne en kraftfull duo med Karl Malone från Louisiana Tech University. Paret Stockton–Malone blomstrade under ledning av coacherna (först Frank Layden och sedan Jerry Sloan). Utah blev ett av de mest framgångsrika NBA-lagen från och med sena 1980-talet och under hela 1990-talet. Pointguarden Stockton kom att sätta NBA-rekord både som framspelare och bolltjuv (i amerikanska baskettermer assists respektive steals), där ett typiskt lyckat framspel var till just Malone, som spelade på positionen power forward. Karl Malone placerade sig i sin tur på andra plats i listan över spelare med flest gjorda poäng under karriären, endast slagen av Kareem Abdul-Jabbar.
Trots att Utah Jazz ständigt nådde goda resultat i seriespelet och tog sig till 19 slutspel i rad (1984–2003) lyckades laget inte vinna något NBA-mästerskap under denna period. Laget tog sig till final såväl 1997 som 1998, men förlorade båda gångerna efter sex matcher mot Chicago Bulls. De kommande åren nådde Utah allt sämre serieresultat, men tog sig ändå till slutspel fram till år 2003, då Stockton drog sig tillbaka från basketen och Malone flyttade till Los Angeles Lakers.

### Återuppbyggnaden (2003–2005)
Inför säsongen 2003/2004 var förväntningarna låga på Utah Jazz, men lagets resultat överträffade många analytikers bedömningar. Flertalet dittills anonyma spelare utvecklades till nyckelspelare, bland andra Andrej Kirilenko, Raja Bell, Matt Harpring och Carlos Arroyo. I synnerhet Andrej Kirilenko uppvisade färdigheter i både anfallsspel och försvar och kunde ta en plats i all-star-laget. Kampen för en plats i säsongens slutspel förlorades i en avgörande förlust mot Denver Nuggets. Utahs coach Jerry Sloan knep en andraplats i omröstningen om årets coach som detta år vanns av Memphis Grizzlies Hubie Brown.
Följande säsong började bra för Utah Jazz, men skador på bland andra Arroyo, Kirilenko och nytillkomna Carlos Boozer ledde till att laget placerade sig i divisionens bottenskikt. Säsongens resultat, 26 vinster mot 56 förluster, var lagets sämsta sedan 1982. Sommaren 2005 förändrades laguppställningen genom att några av de yngre spelarna, som inte presterat som förväntat, friställdes och pointguarden Deron Williams rekryterades från University of Illinois.

## Spelartruppen 2025/2026
Senast uppdaterad: 21 augusti 2025.

Alla spelare som har kontrakt med Utah Jazz. Spelarnas löner är i amerikanska dollar och är vad de skulle få ut om spelarna vore i NBA-truppen under hela säsongen.
| Nr                                |                         | Namn                  | Pos   | Lön 25/26   |        | Kontrakt | Kom till laget | Kom ifrån               |
| --------------------------------- | ----------------------- | --------------------- | ----- | ----------- | ------ | -------- | -------------- | ----------------------- |
| 0                                 | USA                     | Taylor Hendricks      | PF/C  | $6 127 080  | [ 3 ]  | 2027     | 2022           | UCF Knights             |
| 2                                 | Kina                    | Kyle Anderson         | SF/PF | $9 219 512  | [ 4 ]  | 2027     | 2025           | Miami Heat              |
| 3                                 | USA                     | Keyonte George        | SG    | $4 278 960  | [ 5 ]  | 2027     | 2023           | Baylor Bears            |
| 5                                 | USA                     | Cody Williams         | SF    | $5 642 480  | [ 6 ]  | 2028     | 2024           | Colorado Buffaloes      |
| 8                                 | USA                     | Isaiah Collier        | PG    | $2 538 200  | [ 7 ]  | 2028     | 2024           | USC Trojans             |
| 10                                | Ukraina                 | Svjatoslav Mychajljuk | SF/SG | $3 675 000  | [ 8 ]  | 2028     | 2024           | Boston Celtics          |
| 13                                | USA                     | Walter Clayton Jr.    | PG/SG | $3 991 284  | [ 9 ]  | 2029     | 2025           | Florida Gators          |
| 19                                | USA                     | Ace Bailey            | SF    | $9 069 852  | [ 10 ] | 2029     | 2025           | Rutgers Scarlet Knights |
| 22                                | USA                     | Kyle Filipowski       | C     | $3 000 000  | [ 11 ] | 2028     | 2024           | Duke Blue Devils        |
| 23                                | Finland                 | Lauri Markkanen       | SF/PF | $46 394 100 | [ 12 ] | 2029     | 2022           | Cleveland Cavaliers     |
| 24                                | USA                     | Walker Kessler        | C/PF  | $4 878 938  | [ 13 ] | 2026     | 2022           | Minnesota Timberwolves  |
| 28                                | USA                     | Brice Sensabaugh      | SF    | $2 693 760  | [ 14 ] | 2027     | 2023           | Ohio State Buckeyes     |
| 30                                | Bosnien och Hercegovina | Jusuf Nurkić          | C     | $19 375 000 | [ 15 ] | 2026     | 2025           | Charlotte Hornets       |
| 42                                | USA                     | Kevin Love            | C/PF  | $4 150 000  | [ 16 ] | 2026     | 2025           | Miami Heat              |
| 99                                | USA                     | K.J. Martin           | SF    | $8 025 000  | [ 17 ] | 2026     | 2025           | Philadelphia 76ers      |
| --                                | USA                     | Steven Crowl          | C     | $1 272 868  | [ 18 ] | 2026     | 2025           | Wisconsin Badgers       |
| --                                | USA                     | Matthew Murrell       | SG    | $1 272 868  | [ 19 ] | 2026     | 2025           | Ole Miss Rebels         |
| --                                | USA                     | Georges Niang         | PF    | $8 200 000  | [ 20 ] | 2026     | 2025           | Atlanta Hawks           |
| Tvåvägskontrakt                   |                         |                       |       |             |        |          |                |                         |
| Nr                                |                         | Namn                  | Pos   | Lön 25/26   |        | Kontrakt | Kom till laget | Kom ifrån               |
| 16                                | USA                     | Elijah Harkless       | PG    | $636 434    | [ 21 ] | 2026     | 2025           | San Diego Clippers      |
| 34                                | Kongo-Kinshasa          | Oscar Tshiebwe        | C     | $636 434    | [ 22 ] | 2026     | 2024           | Indiana Pacers          |
| Positioner: PG – SG – SF – PF – C |                         |                       |       |             |        |          |                |                         |

## Kända profiler

### Invalda i NBA:sBasketball Hall of Fame
Spelare
- Pete Maravich (1974–1979, invald 1987)
- Walt Bellamy (1974, invald 1993)
- Gail Goodrich (1976–1979, invald 1996)
- Adrian Dantley (1979–1986, invald 2008)
- John Stockton (1984–2003, invald 2009)
- Karl Malone (1985–2003, invald 2010)
- Bernard King (1979–1980, invald 2013)

Tränare
- Will Hardy ((2022 - )

- Jerry Sloan (1988–2011, invald 2009)

### Andra berömda spelare
- Jeff Malone
- Jeff Hornacek
- Mark Eaton
- Darrell Griffith
- Thurl Bailey

## Huvudtränare
| År         | Coach               | Resultat (vinster–förluster) |
| ---------- | ------------------- | ---------------------------- |
| 1974       | Scotty Robertson    | 1–14                         |
| 1974       | Elgin Baylor        | 0–1                          |
| 1974–1977  | Bill Van Breda Koff | 74–100                       |
| 1977–1979  | Elgin Baylor        | 86–134                       |
| 1979–1981  | Tom Nissalke        | 60–124                       |
| 1981–1988  | Frank Layden        | 277–294                      |
| 1988–2011  | Jerry Sloan         | 1221–758                     |
| 2011–2014  | Tyrone Corbin       | 112–146                      |
| sedan 2014 | Quin Snyder         | 177–151                      |